# پیت موسکوپس
پیت موسکوپس (هلندی: Piet Moeskops; ۱۳ نوامبر ۱۸۹۳ – ۱۶ نوامبر ۱۹۶۴) دوچرخه‌سوار اهل هلند بود.
وی در مسابقات کشوری و بین‌المللی در مجموع برندهٔ ۵ مدال طلا، ۲ مدال نقره شده‌است.